# Zborul 752 al Ukraine International Airlines
Ukraine International Airlines Flight 752 a fost un zbor internațional programat de pasageri de la Teheran la Kiev, operat de Ukraine International Airlines (UIA).
La 8 ianuarie 2020, un Boeing 737-800 care opera această rută s-a prăbușit la scurt timp după decolare de pe Aeroportul Internațional Teheran Imam Khomeini. Toți cei 176 de pasageri și echipaj au fost uciși, ceea ce a devenit cel mai mortal accident aviatic care a avut loc pe pământul Iranului în mai mult de un deceniu. Accidentul a fost primul incident de aviație fatal pentru Ukraine International Airlines de la începutul operațiunii sale în 1992. Este cel mai grav accident aviatic din Iran de la Zborul 655 al Iran Air.
Inițial, autoritățile iraniene au negat că ar fi doborât avionul, precizând că a existat o eroare tehnică cu avionul. Autoritățile ucrainene, după ce s-au abătut inițial asupra explicațiilor Iranului, au spus că una dintre principalele lor teorii de lucru a fost că avionul a fost doborât. Oficialii americani, canadieni și britanici au declarat că au crezut că aeronava a fost doborâtă de o rachetă sol-aer Tor M1, fabricată de Rusia, lansată de Iran. Primul ministru Justin Trudeau a declarat că informațiile proprii ale Canadei, precum și dovezile furnizate de agențiile de informații din SUA au sugerat că aeronava a fost doborâtă. După patru zile în care a descris-o drept „o minciună americană”, „un scenariu greșit al CIA și Pentagonului” și „o încercare de a împiedica actțiunile Boeing să cadă liber”, Corpul Gărzii Revoluționare a admis în 11 ianuarie 2020 că a doborât aeronava, identificându-l în mod eronat ca o țintă ostilă.
Incidentul a avut loc într-o perioadă de tensiuni crescute între Statele Unite și Iran, în urma unui atac aerian care a ucis marele general iranian Qasem Soleimani și atacuri de rachete balistice ale Iranului asupra forțelor americane din Irak. A fost precedat de un ordin al Administrației Aviatice Federale a SUA, potrivit căruia toate aeronavele civile americane evită spațiul aerian iranian și au fost urmate de alte câteva națiuni și companii aeriene care comandă aeronavele lor să evite și spațiul aerian iranian.

## Legături externe
- First video of plane crash pe YouTube
- Second video of plane crash pe YouTube
- Third video of plane crash pe YouTube
- CCTV on crash site captured the moment of the accident pe YouTube